# Conseil régional de Fès-Meknès
13 avenue Allal Ben Abdellah, Ville Nouvelle, Fès.
Le conseil régional de Fès-Meknès est l'assemblée délibérante de la région marocaine Fès-Meknès, collectivité territoriale décentralisée agissant sur le territoire régional. Il est composé de 69 conseillers régionaux élus pour 6 ans au suffrage universel direct et présidé par Abdelouahad El Ansari depuis 2021.

## Siège
Le Conseil régional de Fès-Meknès siège à Fès, 13 avenue Allal Ben Abdellah, Ville Nouvelle.

## Présidents
| Période   | Président | Président             | Parti | Parti |
| --------- | --------- | --------------------- | ----- | ----- |
| 2015-2021 |           | Mohand Laenser        |       | MP    |
| 2021-     |           | Abdelouahad El Ansari |       | PI    |

## Commissions
Conformément à l’article 45 du règlement intérieur, le conseil régional a créé sept commissions permanentes dont les attributions sont définies par l’article 46 du même règlement.
- Commission du budget, des affaires financières et de la programmation, présidée par Mohammed El Aabed (PJD)
- Commission du développement économique, social, culturel et environnemental, présidée par Abdallah Elbourkadi (PI)
- Commission de l’aménagement du territoire, présidée par Lahsen Rafi (MP)
- Commission des relations extérieures et de la coopération, présidée par Mustapha Merizak (PAM)
- Commission de l’agriculture et du développement rural, présidée par Lahsen Dahdah (USFP)
- Commission de la femme, de la jeunesse et du sport, présidée par Rahma Tritah (RNI)
- Commission de la formation et de l’emploi, présidée par Abdelhak Saidi (PJD)

## Composition

### Groupes politiques actuels
Les 69 conseillers régionaux élus jusqu'en 2021 se répartissent ainsi :
| Groupe | Groupe                                  | Élus | Président de groupe | Statut     |
| ------ | --------------------------------------- | ---- | ------------------- | ---------- |
|        | Justice et développement                | 22   | Mohammed El Harti   | Majorité   |
|        | Mouvement populaire                     | 9    | Hamid Kouskous      | Majorité   |
|        | Rassemblement national des indépendants | 6    | Rachid El Fayek     | Majorité   |
|        | Istiqlal                                | 15   | Abla Bouzekri       | Opposition |
|        | Authenticité et modernité               | 9    | Mohamed El Hejira   | Opposition |
|        | Union socialiste des forces populaires  | 5    | Ahmed Gouitaa       | Opposition |

#### Historique
| Groupe | Groupe                                  | 2015 |
| ------ | --------------------------------------- | ---- |
|        | Justice et développement                | 22   |
|        | Mouvement populaire                     | 9    |
|        | Rassemblement national des indépendants | 6    |
|        | Istiqlal                                | 15   |
|        | Authenticité et modernité               | 9    |
|        | Union socialiste des forces populaires  | 5    |
|        | Union constitutionnelle                 | 2    |
|        | Parti du progrès et du socialisme       | 1    |